# 呂渭 (成化進士)
呂渭（1434年—?），字惟清，湖廣黃州府蘄水縣人，民籍，明朝政治人物。進士出身。

## 生平
早年出身國子生，湖廣鄉試第四名。成化十四年（1478年）戊戌科會試第一百二十八名，殿試登進士第三甲第六十六名。

## 家族
曾祖父呂德文。祖父呂玉璡。父亲呂鏞，曾任知縣。母周氏。永感下。兄洪。弟潚。娶张氏。